# Eosentomon occidentale
Eosentomon occidentale är en urinsektsart som beskrevs av Andrzej Szeptycki 1985. Eosentomon occidentale ingår i släktet Eosentomon och familjen trakétrevfotingar. Inga underarter finns listade i Catalogue of Life.